# Alieu Conteh
Alieu Badara Mohamed Conteh (* um 1952 in Gambia) ist gambischer Geschäftsmann, der in der Demokratischen Republik Kongo tätig ist. Er ist Aufsichtsratsvorsitzender von Vodacom Kongo.

## Leben
Seine Ausbildung erwarb er in London und an der California State University.
Er war als stellvertretender Chefredakteur einer Tageszeitung tätig und ging 1981 in die Demokratische Republik Kongo. Er handelte zunächst mit Metallen, Nahrungsmitteln und hauptsächlich exportierte er Kaffeebohnen nach London. Beim letzten großen Bürgerkrieg im Kongo verlor er alles an die Rebellen. Nachdem Laurent-Désiré Kabila im Mai 1997 die Macht ergriffen hatte, hielt dieser in Kinshasa eine Rede, aufgrund der Conteh über Telekommunikation nachzudenken begann.
1999 startete er das „Congolese Wireless Network“ (CWN) mit anfangs 4000 Kunden. Für letztendlich 2 Mio. $ erwarb er eine GSM-Lizenz. Zu dieser Zeit war der Bürgerkrieg noch auf seinem Höhepunkt. Da Rebellentruppen den Flughafen von Kinshasa geschlossen hatten, schickte kein ausländischer Hersteller einen Mobilfunk-Empfangsturm, sodass Conteh die lokalen Anwohner überzeugen musste, Altmetall zu sammeln, um sich selber einen zu basteln. Der Turm steht noch heute.
2001 ging er ein Joint Venture ein mit Vodacom, Südafrikas größtem Mobilfunkanbieter, bei dem Vodacom 51 Prozent übernahm. Mitte 2006 hatte Vodacom Congo bereits mehr als 1,5 Millionen Kunden.